# Zanoni Demettino Castro
Dom Zanoni Demettino Castro (Vitória da Conquista, 23 de janeiro de 1962) é um bispo católico brasileiro. Foi o terceiro bispo da Diocese de São Mateus e é o atual arcebispo de Feira de Santana.

## Biografia
Nasceu no dia 23 de janeiro de 1962 na cidade de Vitória da Conquista. É filho de Gildo Barbosa de Castro e Valdelice Demettino Castro. Estudou Filosofia no Seminário Maior Arquidiocesano de Brasília e Teologia no Instituto Teológico de Ilhéus.[carece de fontes?]
Após sua ordenação sacerdotal licenciou-se em Teologia Dogmática pela Pontifícia Universidade Católica do Rio de Janeiro. Foi ordenado sacerdote no dia 28 de dezembro de 1986. Desenvolveu as seguintes atividades: Pároco da Paróquia de Santo Antônio em Itarantim (1987-1990); Pároco da Catedral de Vitória da Conquista (1990-1995); Pároco da Paróquia São José em Itapetinga desde 1998; Vigário Forâneo a partir de 2000; Membro do Colégio de Consultores e do Conselho Presbiteral a partir de 2002; Vigário Geral (2002-2007); Professor de Teologia Dogmática no Instituto Teológico de Ilhéus; Professor de Doutrina Social da Igreja no Instituto Filosófico de Vitória da Conquista; Presidente da Comissão dos Presbíteros do Regional Nordeste III da Conferência Episcopal;participou da V Conferência Geral do Episcopado Latino-Americano como convidado. No dia 26 de junho de 2007 foi eleito Administrador Diocesano de Vitória da Conquista.[carece de fontes?]
Foi nomeado pelo Papa Bento XVI terceiro bispo da Diocese de São Mateus, no dia 3 de outubro de 2007, ano em que completou 20 de sacerdócio e 45 de idade. Ordenado bispo no dia 24 de novembro de 2007 em Vitória da Conquista, tomou posse da Diocese de São Mateus na Catedral Diocesana no dia 15 de dezembro de 2007 com o lema: "Ecce mitte me" (Eis-me Envia-me).
Em 3 de dezembro de 2014, foi nomeado pelo Papa Francisco como arcebispo coadjutor de Feira de Santana e em 18 de novembro do ano seguinte, tornou-se arcebispo metropolitano, sucedendo Dom Itamar Vian.
É membro da Comissão Episcopal para o Ecumenismo e o Diálogo Inter-religioso da Conferência Nacional dos Bispos do Brasil, bispo referencial da Pastoral Afro Brasileira e membro do Conselho do Fundo Populorum Progressio.[carece de fontes?]